# Ески Хабиплер
„Ески Хабиплер“ (на турски: Eski Habipler) е квартал на Истанбул, разположен в градска околия Султангази. Според данни на Адресната система за регистриране на населението (ABPRS) към 2024 г. населението на „Ески Хабиплер“ е 13 811 жители.